# Brădeștii Bătrâni
Brădeștii Bătrâni – wieś w Rumunii, w okręgu Dolj, w gminie Brădești. W 2011 roku liczyła 435 mieszkańców.